# Port lotniczy Czaghczaran
Port lotniczy Czaghczaran (IATA: CCN, ICAO: OACC) – port lotniczy położony w mieście Czaghczaran, w Afganistanie.